# American Mathematical Society
American Mathematical Society (AMS) är en organisation för professionella matematiker med syfte att främja matematisk forskning och utbildning och bistår det nationella och internationella matematikersamhället meddelst publikationer, möten och annat.
Sällskapet är en av de fyra delarna av Joint Policy Board for Mathematics (JPBM) och medlem av Conference Board of the Mathematical Sciences (CBMS).

## Historia
Sällskapet bildades 1888 som New York Mathematical Society på initiativ av Thomas Fiske som imponerats av London Mathematical Society under ett besök i England. John Howard Van Amringe blev dess förste president och Fiske blev sekreterare. Sällskapet belutade strax att ge ut en tidskrift, men stötte på motstånd i form av bekymmer om konkurrens från  American Journal of Mathematics. Resultatet blev Bulletin of the New York Mathematical Society, med Fiske som chefredaktör. Tidskriften bidrog starkt till att öka medlemsantalet. Bulletinens popularitet ledde inom kort till  Transactions of the American Mathematical Society och Proceedings of the American Mathematical Society, även dessa var egentligen "journaler". År 1891 blev Charlotte Scott den första kvinnliga medlemmen i sällskapet. Sällskapet reorganiserades under sitt nuvarande namn och blev ett nationellt sällskap 1894 och detta år blev Scott den första kvinnan i sällskapets styrelse. Sällskapets huvudkvarter flyttades 1951 från New York till Providence, Rhode Island. Sällskapet ivrade 1954 för en ny utbildningsgrad i matematik, en "Doctor of Arts" som påminde om en doktorsgrad utan avhandling. Julia Robinson blev sällskapets första kvinnliga president (1883-1884) men kunde inte fullfölja sin period på grund av leukemi. Sällskapet öppnade också ett kontor i Ann Arbor, Michigan 1984 och ett i Washington DC 1992. Journal of the American Mathematical Society startades 1988 med intentionen att vara flaggskepp åt AMS.

## Meetings
AMS, tillsammans med Mathematical Association of America och andra organisationer arrangerar de största årliga matematikträffarna i världen, Joint Mathematics Meeting som avhålls tidigt i januari. Mötet i San Diego 2013 samlade över 6600 deltagare. Vardera av sällskapets fyra regionala sektioner (Central, Eastern, Southeastern and Western) håller möten varje vår och höst. Sällskapet är även medsponsor av möten i samarbete med andra organisationer.

## Fellows
Sällskapet utser årligen en grupp "fellows" som har gjort stora bidrag till framstegen inom matematiken.

## Publikationer
Sällskaper publicerar Mathematical Reviews, en databas över recensioner av matematiska publikationer, diverse tidskrifter och böcker. År 1997 övertog sällskapet Chelsea Publishing Company vilket de fortsatt använda som förlagsetikett.
Tidskrifter:
- Allmänna
  - Bulletin of the American Mathematical Society – 4 ggr/år
  - Electronic Research Announcements of the American Mathematical Society – endast online
  - Journal of the American Mathematical Society – 4 ggr/år
  - Memoirs of the American Mathematical Society – 6 ggr/år
  - Notices of the American Mathematical Society – 12 ggr/år, en av de mest lästa matematiska tidskrifterna
  - Proceedings of the American Mathematical Society – 12 ggr/år
  - Transactions of the American Mathematical Society – 12 ggr/år

- Ämnesinriktade
  - Mathematics of Computation – 4 ggr/år
  - Mathematical Surveys and Monographs
  - Conformal Geometry and Dynamics – endast online
  - Representation Theory – endast online

## Priser
Vissa priser delas ut tillsammans med andra matematiska organisationer (se artiklarna för detaljer).
- Bôcher Memorial Prize
- Colepriset
- Fulkersonpriset
- Leroy P. Steele-priserna
- Norbert Wiener-priset i tillämpad matematiks
- Oswald Veblen-priset i geometri

## Presidenter
Sällskapet leds av presidenten (ordföranden) som väljs för en period om två år och kan ej väljas för två på varandra följande perioder.

### 1888 – 1900
- John Howard Van Amringe (New York Mathematical Society) (1888–1890)
- Emory McClintock  (New York Mathematical Society) (1891–94)
- George Hill  (1895–96)
- Simon Newcomb  (1897–98)
- Robert Woodward  (1899–1900)

### 1901 – 1950
- Eliakim Moore  (1901–02)
- Thomas Fiske  (1903–04)
- William Osgood  (1905–06)
- Henry White  (1907–08)
- Maxime Bôcher  (1909–10)
- Henry Fine  (1911–12)
- Edward Van Vleck  (1913–14)
- Ernest Brown   (1915–16)
- Leonard Dickson (1917–18)
- Frank Morley (1919–20)
- Gilbert Bliss (1921–22)
- Oswald Veblen (1923–24)
- George Birkhoff (1925–26)
- Virgil Snyder (1927–28)
- Earle Raymond Hedrick (1929–30)
- Luther Eisenhart (1931–32)
- Arthur Byron Coble (1933–34)
- Solomon Lefschetz (1935–36)
- Robert Moore (1937–38)
- Griffith C. Evans (1939–40)
- Marston Morse (1941–42)
- Marshall Stone (1943–44)
- Theophil Hildebrandt (1945–46)
- Einar Hille (1947–48)
- Joseph L. Walsh (1949–50)

### 1951 – 2000
- John von Neumann (1951–52)
- Gordon Whyburn (1953–54)
- Raymond Wilder (1955–56)
- Richard Brauer (1957–58)
- Edward McShane (1959–60)
- Deane Montgomery (1961–62)
- Joseph Doob (1963–64)
- Abraham Albert (1965–66)
- Charles B. Morrey, Jr. (1967–68)
- Oscar Zariski (1969–70)
- Nathan Jacobson (1971–72)
- Saunders Mac Lane (1973–74)
- Lipman Bers (1975–76)
- R. H. Bing (1977–78)
- Peter Lax (1979–80)
- Andrew Gleason (1981–82)
- Julia Robinson (1983–84)
- Irving Kaplansky (1985–86)
- George Mostow (1987–88)
- William Browder (1989–90)
- Michael Artin (1991–92)
- Ronald Graham (1993–94)
- Cathleen Morawetz (1995–96)
- Arthur Jaffe (1997–98)
- Felix Browder (1999–2000)

### 2001 –
- Hyman Bass (2001–02)
- David Eisenbud (2003–04)
- James Arthur (2005–06)
- James Glimm (2007–08)
- George E. Andrews (2009–10)
- Eric M. Friedlander (2011–12)
- David Vogan (2013–14)
- Robert Bryant (2015–16)
- Ken Ribet (2017–18)
- Jill Pipher (2019–20)